# Mick Betteridge
Mick Betteridge (1924–1999) là một cầu thủ bóng đá thi đấu ở vị trí tiền đạo tầm xa ở Football League cho West Bromwich Albion, Swindon Town và Chester.